# Roosevelt Gardens
Roosevelt Gardens – jednostka osadnicza w Stanach Zjednoczonych, w stanie Floryda, w hrabstwie Broward.